# 軍事著作家一覧
軍事著作家一覧（ぐんじちょさくかいちらん）は、著名な軍事思想家・軍事理論家・軍事史家・従軍記著者・回想録著者を含む。

## 軍事思想
- 田穰苴（司馬穰苴）（紀元前6世紀ごろ） - 『司馬法』の著者とされる。
- 孫武（紀元前5世紀ごろ） - 『孫子』の著者。兵家の代表的人物
- 孫臏（紀元前4世紀ごろ） - 『孫臏兵法』の著者。孫武の子孫とされる。
- 戚継光 (1528 - 1587) - 対倭寇戦の経験から『紀效新書』、『錬兵実紀』を著し、中国や日本の兵学に大きな影響を与えた。
- 趙士楨 (1567? - ?） - 火縄銃の製造法と火器を用いた戦術を研究し『神器譜』を著した。
- 小幡景憲 (1572 - 1663) - 甲州流の兵学者。『甲陽軍鑑』の作者であると言われている
- 北条氏長 (1609 - 1670) - 北条流兵学の祖。小幡景憲に学んだ
- 山鹿素行 (1622 - 1685) - 山鹿流兵学の祖
- 長沼澹斎 (1635 - 1690) - 長沼流兵学の祖
- 片山良庵 (1601 - 1668) - 軍学者。北条氏長に学び、北越に学統を残す。
- 有沢永貞
- 荻生徂徠 (1666 - 1728) - 当時の兵学が非実用的であることを批判し、兵学書『鈐録』を著した。
- 徳田邑興 (1738 - 1678）- 火器を重視する兵学である合伝流の祖。

## 軍事理論
- ニッコロ・マキャヴェッリ (Niccolò Machiavelli, 1469 - 1527) - イタリアの政治思想家。『君主論』、『戦術論』などの著者
- ナッサウ伯マウリッツ (Maurits van Nassau, 1567 - 1625） - オランダ総督。自らの軍隊に徹底した訓練を行い、火器を用いた戦術を確立した
- アントワーヌ・アンリ・ジョミニ (Antoine Henri Jomini, 1779 – 1869) - フランスの軍人。『戦争概論』の著者。クラウゼヴィッツと並ぶ戦略家
- カール・フォン・クラウゼヴィッツ (Carl von Clausewitz, 1780 - 1831) - プロイセンの軍人。『戦争論』の著者
- アルフレッド・セイヤー・マハン (Alfred Thayer Mahan, 1840 - 1914) - アメリカの軍人・理論家。『海上権力史論』や『海軍戦略』などの著者
- エルヴィン・ロンメル
- ジョン・フレデリック・チャールズ・フラー (J.F.C. Fuller, 1878 - 1966) - イギリスの軍人。戦車戦の理論家であり、『制限戦争指導論』などの著者
- ハインツ・グデーリアン (Heinz Guderian, 1888 - 1954) - 、ドイツの軍人。電撃戦の理論家。『電撃戦』や『Achtung ! Panzer』の著者
- 石原莞爾（1889 - 1949）- 満州事変の理論的指導者。日米戦争を予言した『世界最終戦論』を著す。
- 毛沢東 (1893 – 1976) - 中国の独裁者で、ゲリラ戦の理論家。『遊撃戦論』等の著者
- ベイジル・リデル＝ハート (Basil Liddell Hart, 1895 - 1970) - イギリスの軍事思想家・理論家。20世紀全般で影響を及ぼした「間接アプローチ」の提唱者であり、『戦略論』などの著者。
- ジョン・ボイド (John Boyd, 1927 – 1997) - アメリカの軍人。決定サイクルの発明者
- チェ・ゲバラ (Che Guevara, 1928 – 1967) - アルゼンチン/キューバのゲリラ指導者で、『ゲリラ戦争』の著者。
- カルロス・マリゲーラ - ブラジルの都市ゲリラ指導者。『都市ゲリラ作戦教程』の著者。
- 山屋他人

## 軍事史
- トゥキディデス (Thucydides, 460 BC - 395 BC) - ギリシアの歴史家。ペロポネソス戦争を実証的な立場から著した『戦史』の著者
- クセノポン (Xenophon, 430 BC - 355 BC) - ギリシアの軍人・作家。トゥキディデスから引き継いで『ギリシア史』を完成
- ハンス・デルブリュック (Hans Delbrück, 1848 - 1929) - ドイツの軍事史研究家であり、『政治史の枠組における戦争術の歴史』
- コーネリアス・ライアン (Cornelius Ryan, 1920 - 1974) - アメリカ人ジャーナリスト。第二次世界大戦の戦史に関する著作がある
- ジョン・キーガン (John Keegan, 1934 - ) - イギリスの軍事史家
- ヤヌツ・ピカルキヴィッツ (Janusz Piekalkiewicz,1925 - 1988) - ポーランド生まれの軍事史家。ドイツ語で著作。第二次世界大戦と諜報戦に関する著作が多い。「クルスク大戦車戦」が加登川幸太郎により、日本語版へ翻訳されている。
- パウル・カレル (Paul Carell, 1911 - 1997) - ドイツの軍人・軍事史家。「バルバロッサ作戦」の著作で有名な研究者
- マイケル・ハワード（Michael Eliot Howard, 1922 -）- イギリスの軍事史家
- 伊藤正徳（1889年-1962年）日本の作家・軍事史家。「連合艦隊の最後」、「帝国陸軍の最後」などの著者。
- 平間洋一
- 戸髙一成
- 半藤一利

## 回想録
- ガイウス・ユリウス・カエサル (Gaius Julius Caesar, 100 BC – 44 BC) - 古代ローマの将軍で、『ガリア戦記』の著者
- プロコピオス (Procopius, 500 - 565) - パレスチナ出身の歴史家。ベリサリウスの配下として従軍した記録を『戦史』に残す
- ベルナル・ディアス・デル・カスティリョ (Bernal Díaz del Castillo, 1496 – 1584)  - エルナン・コルテスの配下で、『メキシコ征服記』の著者
- ダグラス・マッカーサー（Douglas MacArthur, 1880 - 1964） - アメリカの軍人。回想録を残す
- エーリッヒ・フォン・マンシュタイン (Erich von Manstein, 1887 - 1973) - ドイツの元帥で、『失われた勝利』の著者
- ウィンストン・チャーチル (Sir Winston Leonard Spencer-Churchill, 1874 - 1965) - イギリスの政治家・首相。『第二次世界大戦回顧録』の著者で、ノーベル文学賞受賞者
- 宇垣纏
- 草鹿龍之介
- 高木惣吉
- 雨倉孝之
- 原勝洋

## 従軍記
- クルト・マイヤー(Kurt Meyer, 1910 - 1961) - 第二次世界大戦のドイツの軍人、『擲弾兵；パンツー・マイヤー戦記』の著者
- 獅子文六